# محمدمهدی شریعتمدار
ملا میرزا محمدمهدی شریعتمدار فرزند حاج ملا رفیع شریعتمدار از مشاهیر رجال گیلان در عصر مشروطه  بود.
او که در آغاز " بحرالعلوم " لقب داشت، پس از درگذشت پدرش در سال ۱۲۹۲ ه.ق، لقب " شریعتمدار" و نفوذ سیاسی و بخشی از ثروت افسانه‌ای او را به ارث برد.
او همیشه طرف توجه و مشورت حکمرانان گیلان بود و در انقلاب مشروطیت ایران  گاهی با مشروطه خواهان و گاهی با مستبدین همکاری می نمود. تا اینکه پس از انقلاب محرم ۱۳۲۷ رشت مغضوب و خانه‌نشین شد و از فعالیت‌های سیاسی و اجتماعی کناره‌گیری کرد. او پس از بحرانی شدن اوضاع گیلان و بالا گرفتن هرج و مرج و ناآرامی  توسط فرزند خود رضا شریعت زاده ( حاج رضا رفیع قائم مقام الملک بعدی) تابعیت روسیه تزاری را دریافت نمود.